# Giovanni Antonio Montanaro

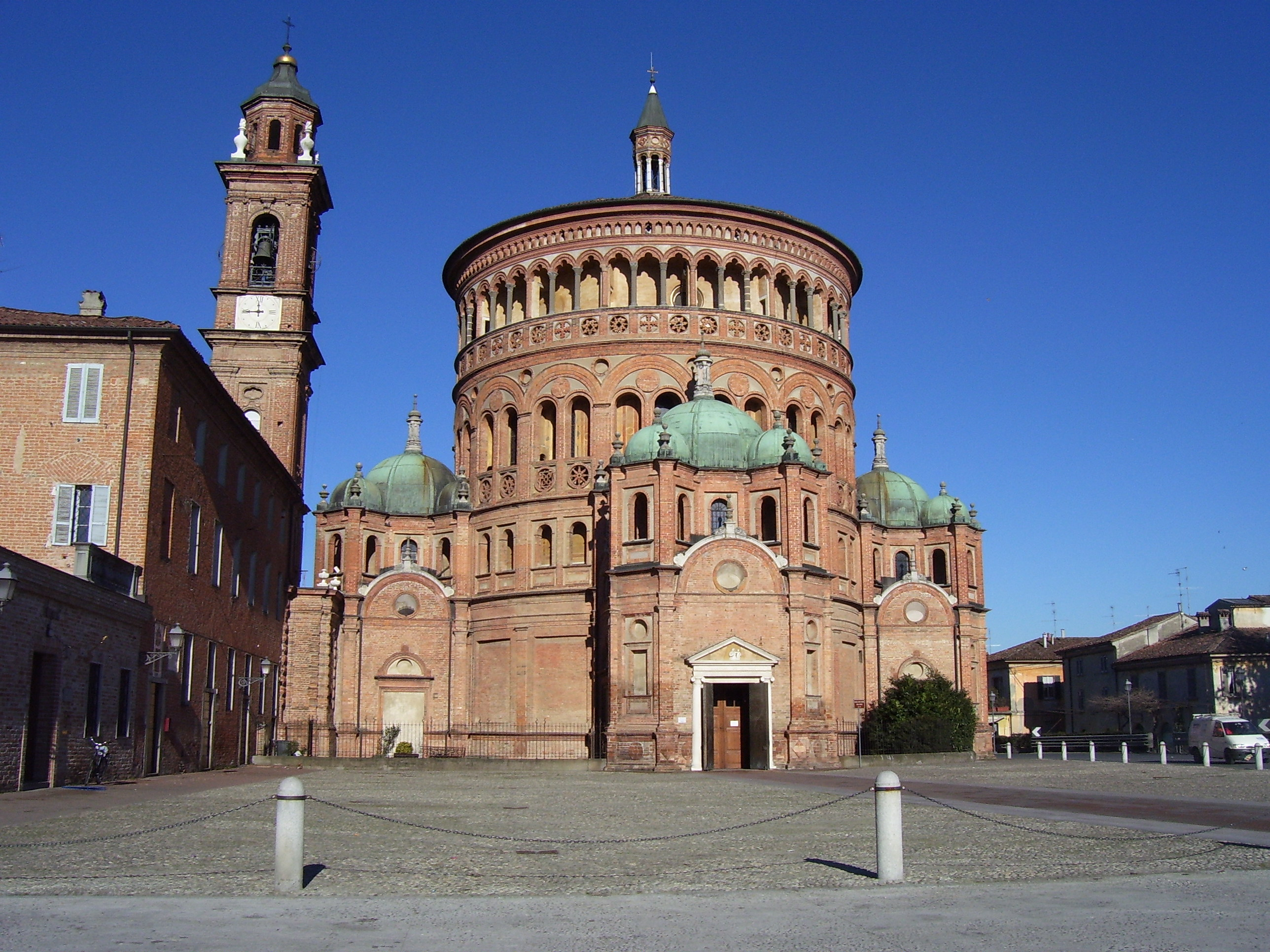
Basilica di Santa Maria della Croce, Crema

Giovanni Antonio Montanaro (* 15. Jahrhundert in Crema; † 16. Jahrhundert ebenda) war ein italienischer Architekt der Renaissance.

## Leben
Giovanni Antonio Montanaro wird in einigen historischen Dokumenten als „marangone“ (Zimmerer) erwähnt, aber die Arbeiten, die er in seiner Heimatstadt durchführte, vom Abriss des Palazzo Vecchio bis zur Schaffung einer Loggia an der Nordseite des Doms von Crema, machten ihn so beliebt, dass er anstelle des Architekten und Ingenieurs Giovanni Battagio zum Direktor der Heiligtum von Santa Maria della Croce-Fabrik ernannt wurde.
Die Arbeiten an der Kirche begannen 1490, und als Montanaro sie 1494 übernahm, war sie bis auf die letzte Ordnung des Mittelteils und die Bedachung des gesamten Gebäudes bereits fast fertiggestellt; diese Arbeiten wurden von Montanaro ausgeführt und 1500 abgeschlossen.
Montanaro fügte auch eine Überlagerung von Zinnenbögen im gotischen Stil in der oberen Loggia, dünne Säulen und ein kegelförmiges Dach anstelle des geplanten freien Baldachins hinzu; diese Änderungen waren durch einen in der lombardischen Tradition nicht seltenen stilistischen Wandel an einem Renaissancebauwerk gerechtfertigt. Die Außenseite des Tempels ist rund und mit vier übereinander liegenden Bändern versehen. Die Bänder der ersten beiden Ordnungen verbinden und verschweißen die vier Arme des Kreuzes plastisch mit dem zentralen Körper.
Das Innere besteht aus einer großen achteckigen Halle mit vier Nischen, die als Altäre in das Mauerwerk eingelassen sind, und vier quadratischen Kreuzarmen, die sich als Bögen im Mauerwerk öffnen. Der Effekt des Gleichgewichts und der Harmonie zwischen dem zentralen Raum und den Seitenräumen macht diesen Tempel zu einem der wichtigsten architektonischen Dokumente der lombardischen Frührenaissance, die durch die Forschungen von Filarete und dessen Schuler Giovanni Antonio Amadeo.